# فردا هم روز خداست (فیلم ۱۹۵۱)
فردا هم روز خداست (انگلیسی: Tomorrow Is Another Day) یک فیلم درام نوآر و جنایی آمریکایی است که در سال ۱۹۵۱ منتشر شد.

## بازیگران
- روت رومن
- استیو کاکرن
- لورن تاتل
- ری تیل
- موریس انکروم
- جان کلاگ
- لی پاتریک
- والتر سانده